# Golemi Stanczowci
Golemi Stanczowci (bułg. Големи Станчовци) – wieś w środkowej Bułgarii, w obwodzie Gabrowo, w gminie Trjawna. Obecnie jest wyludniona.